# داينستي واريورز 8
داينستي واريورز 8 (بالإنجليزية: Dynasty Warriors 8)‏ هي لعبة فيديو من نوع القتال، صدرت في 28 فبراير , 2013، وهي متوفرة على أجهزة بلاي ستيشن 3 وبلاي ستيشن 4 وبلاي ستيشن فيتا وإكس بوكس 360. اللعبة من تطوير تيكمو كوي ومن نشر كويي.